# Berlare
Berlare is een plaats en gemeente in de Belgische provincie Oost-Vlaanderen. Berlare is een landbouw- en woongemeente, met 's zomers een grote toeristische activiteit dankzij het Donkmeer. Het is gelegen aan een brede bocht in de Zeeschelde. De gemeente telt ruim 15.000 inwoners, die Berlarenaars worden genoemd. De inwoners van Berlare worden ook wel puitenkloppers genoemd.
Berlare heeft geen spoorwegstation, maar de naburige Dendermondse deelgemeente Schoonaarde wel. Het station in Schoonaarde is gelegen aan de verbinding Gent-Wetteren-Dendermonde-Mechelen.

## Geschiedenis
Op 12 oktober 1798 begon in de deelgemeente Overmere de Boerenkrijg, een mislukte landbouwersopstand tegen de Franse bezetting die over heel Vlaanderen, Brabant en het land van Loon navolging kreeg. In de 19e en 20e eeuw was er een stoomspinnerij en touwslagerij van de gebroeders Janssens. Deze fabriek stopte zijn activiteiten in 1988.

### Tweede Wereldoorlog
De gemeente werd rond 22 mei 1940 bezet door het Duitse leger en bevrijd op 13 september 1944. Minstens vier weerstanders werden naar het Auffanglager van Breendonk gedeporteerd.

## Kernen
De gemeente bestaat naast Berlare zelf nog uit de deelgemeenten Overmere en Uitbergen. Tussen Overmere en Berlare ligt, gespreid over de drie deelgemeenten, het gehucht Donk.

### Deelgemeenten
|   | Naam      | Opp. (km²) | Inwoners (2020) | Inwoners per km² | NIS-code |
| - | --------- | ---------- | --------------- | ---------------- | -------- |
| 1 | Berlare   | 17,76      | 8.418           | 474              | 42003A   |
| 2 | Uitbergen | 6,61       | 2.027           | 307              | 42003B   |
| 3 | Overmere  | 13,76      | 4.645           | 337              | 42003C   |

## Bezienswaardigheden
- De schandpaal op het Dorpsplein.
- Aan de weg naar Overmere staat de beschermde kapel van Onze-Lieve-Vrouw van Zeven Weeën (Bareldonkkapel), gebouwd in 1300, herbouwd in de 15e eeuw en vergroot in 1774 in eigentijdse rococo. Naast de kapel ligt een calvarieberg met kruisweg.
- Boerenkrijgstandbeeld en het interactief Museum Donkmeer, geopend in 2006.
- Het museum Huize Bareldonk met volkskundige voorwerpen.
- Het Madonnamuseum (Uitbergen) met een verzameling Mariabeelden en voorwerpen over de Mariaverering in Vlaanderen.
- De pastorie met rococogevel.
- De Sint-Martinuskerk.
- Het Kasteel van Berlare met het bijhorende parkdomein.
- Riekend Rustpunt, een klein museum aan Het Sluis over het mesttransport over water van de stad naar het platteland met een permanente tentoonstelling Van stadsstront naar zandgrond.
- De Sint-Annakapel werd gebouwd in 1910 ter vervanging van de oudere Vennekapel. De Vennekapel of vroegere Sint-Annakapel bevond zich meer zuidwaarts op de hoek van de toenmalige dreef ter hoogte van de Alfons De Grauwelaan. De bouw van de huidige kapel iets verderop gebeurde gelijktijdig met de uitbreiding en vernieuwing van de Sint-Martinuskerk van Berlare volgens de plannen van architect Henri Valcke uit Ledeberg. Of architect Valcke ook het ontwerp maakte voor de Sint-Annakapel is niet bekend. Bij de bouw van de Sint-Annakapel zou onder meer recuperatiemateriaal van de oude kerk gebruikt zijn.

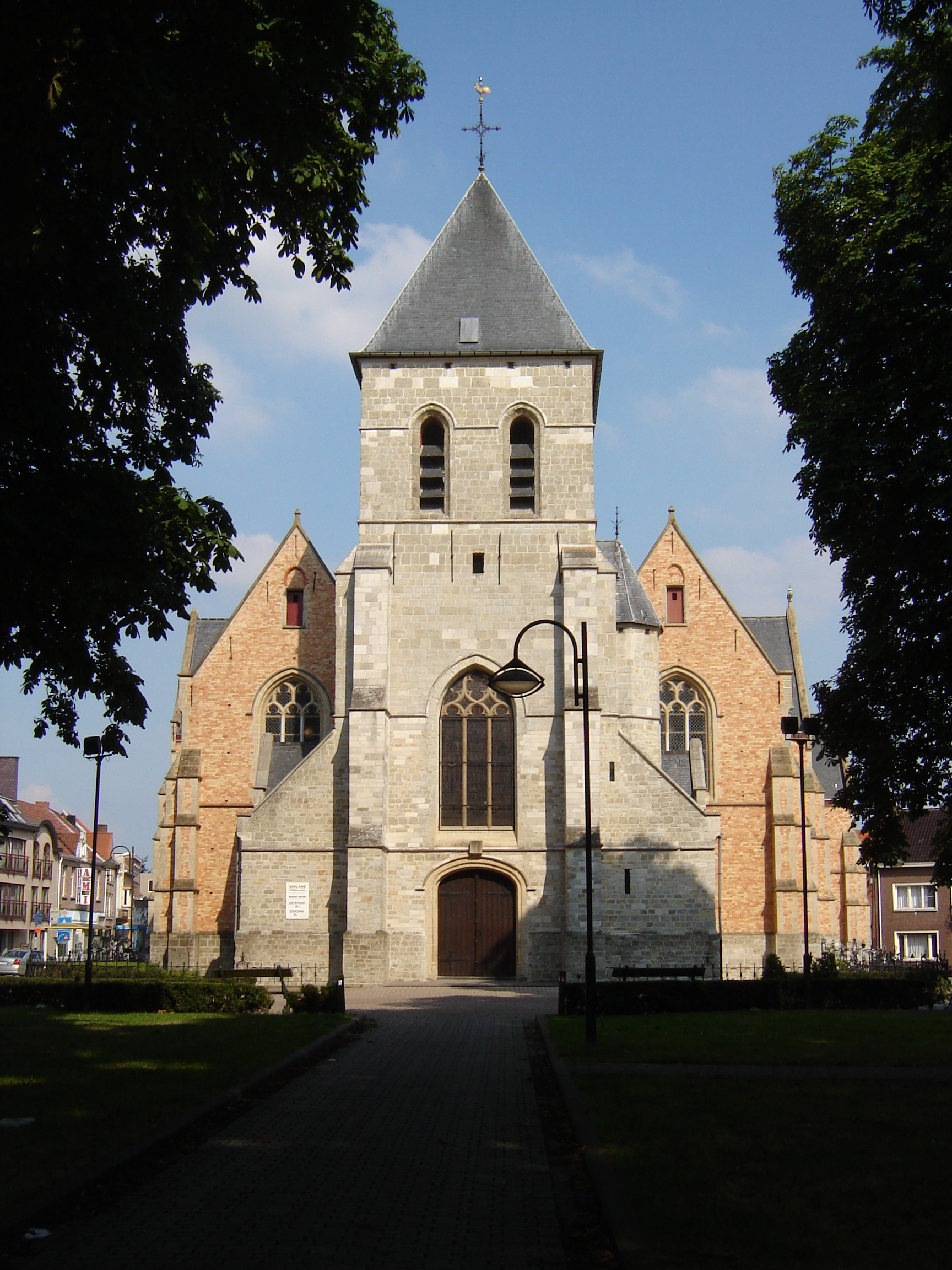
De Sint-Martinuskerk in Berlare
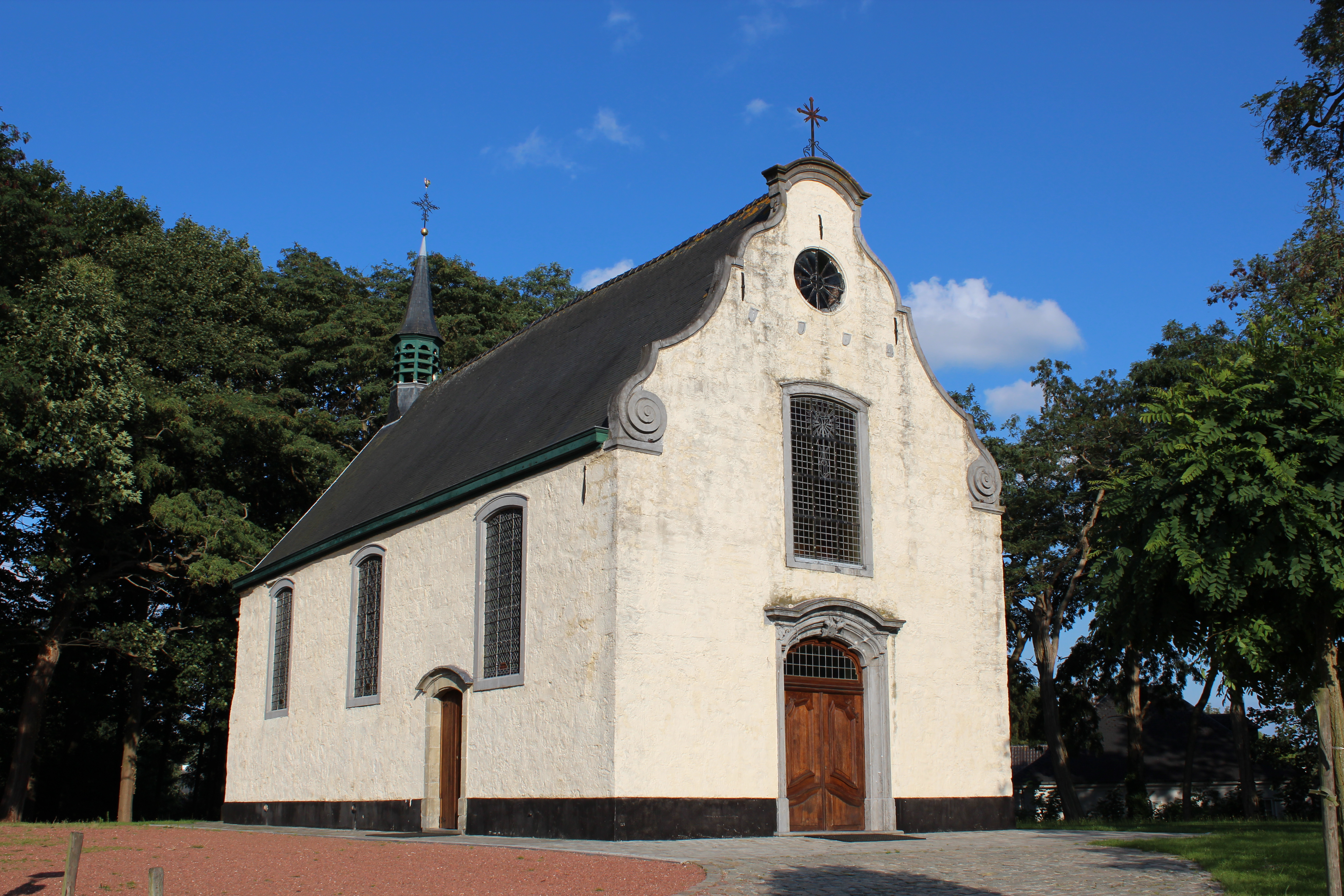
De Bareldonkkapel in het gehucht Donk
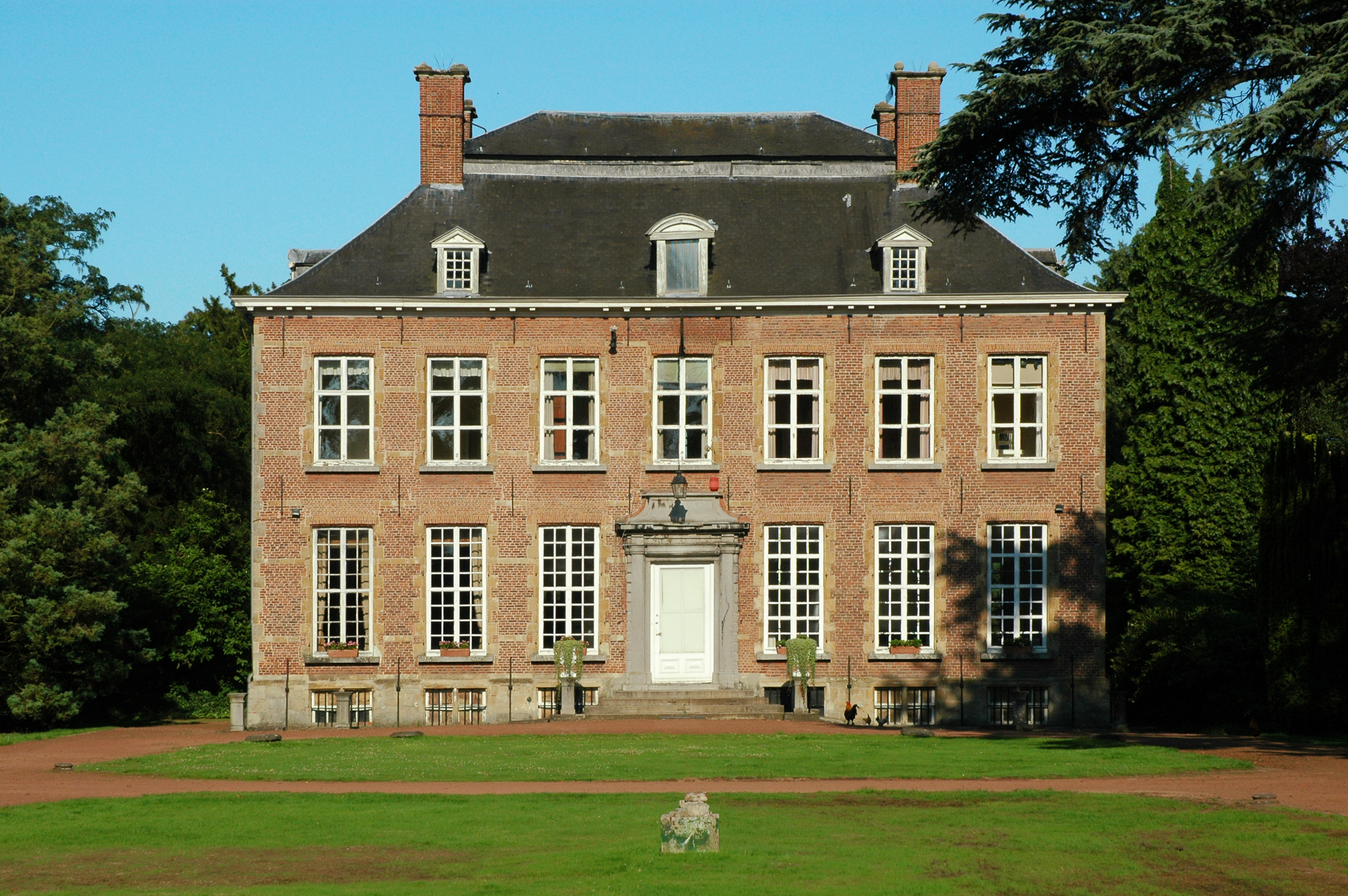
Het Kasteel van Berlare
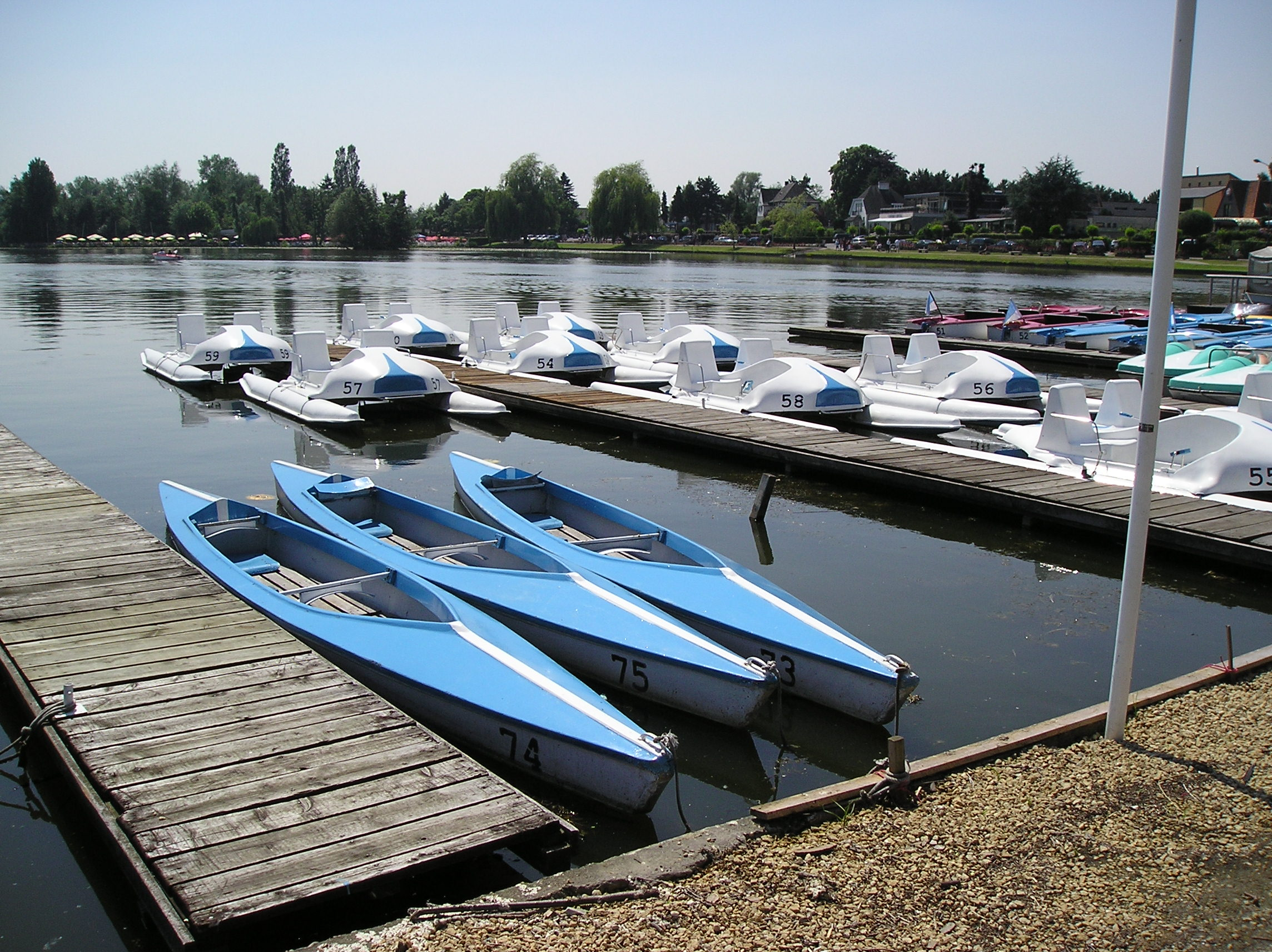
Het Donkmeer is een toeristische trekpleister
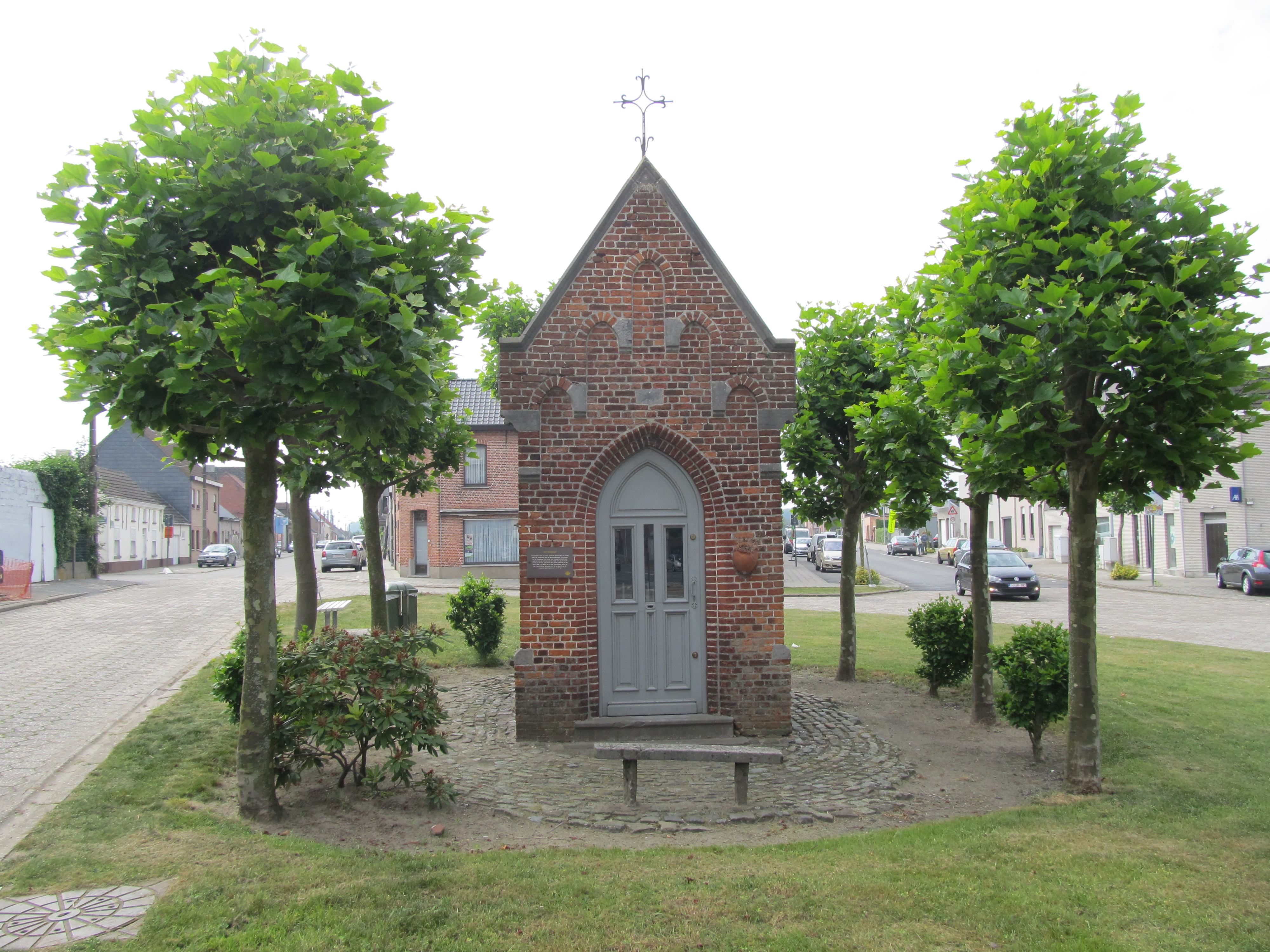
De Sint Annakapel
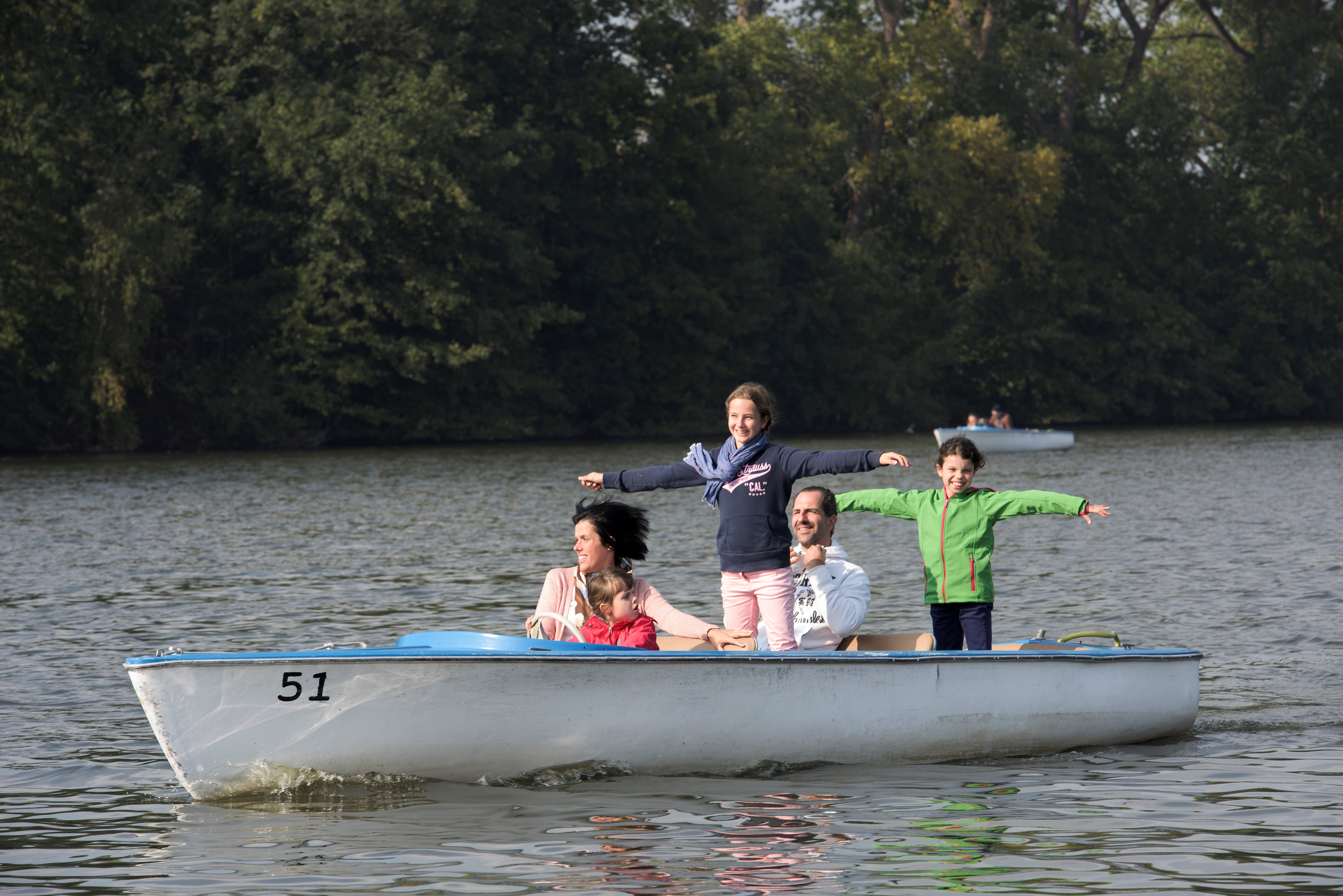
Verhuur van bootjes op het Donkmeer

## Natuur en landschap
Berlare ligt aan de Schelde met ten westen van de kom een afgesneden Scheldemeander.
- Het Donkmeer (60 ha), ontstaan uit turfwinningsputten, ligt in het gehucht Donk in de deelgemeente Overmere, en is als landschap beschermd. Het is een toeristische trekpleister. Nabij het meer ligt het dierenpark Eendenkooi.
- Recreatiedomein Nieuwdonk.
- De natuurgebieden Berlare Broek en Gratiebossen, met  een rijkdom aan vogels zoals de wintertaling , bergeend en fuut. In Berlare Broek zijn verschillende wandelknooppunten.

## Demografie

### Demografische ontwikkeling voor de fusie
- Bronnen:NIS, Opm:1831 tot en met 1970=volkstellingen; 1976 = inwoneraantal op 31 december

### Demografische ontwikkeling na de fusie
Alle historische gegevens hebben betrekking op de huidige gemeente, inclusief deelgemeenten, zoals ontstaan na de fusie van 1 januari 1977.
- Bronnen:NIS, Opm:1831 tot en met 1981=volkstellingen; 1990 en later= inwonertal op 1 januari

| Inwoners van jaar tot jaar op 1 januari 1992 tot heden | Inwoners van jaar tot jaar op 1 januari 1992 tot heden | Inwoners van jaar tot jaar op 1 januari 1992 tot heden |
| jaar                                                   | Aantal                                                 | Evolutie: 1992=index 100                               |
| ------------------------------------------------------ | ------------------------------------------------------ | ------------------------------------------------------ |
| 1992                                                   | 12.838                                                 | 100,0                                                  |
| 1993                                                   | 12.888                                                 | 100,4                                                  |
| 1994                                                   | 12.996                                                 | 101,2                                                  |
| 1995                                                   | 13.172                                                 | 102,6                                                  |
| 1996                                                   | 13.270                                                 | 103,4                                                  |
| 1997                                                   | 13.374                                                 | 104,2                                                  |
| 1998                                                   | 13.566                                                 | 105,7                                                  |
| 1999                                                   | 13.714                                                 | 106,8                                                  |
| 2000                                                   | 13.679                                                 | 106,6                                                  |
| 2001                                                   | 13.776                                                 | 107,3                                                  |
| 2002                                                   | 13.808                                                 | 107,6                                                  |
| 2003                                                   | 13.825                                                 | 107,7                                                  |
| 2004                                                   | 13.900                                                 | 108,3                                                  |
| 2005                                                   | 13.984                                                 | 108,9                                                  |
| 2006                                                   | 14.092                                                 | 109,8                                                  |
| 2007                                                   | 14.272                                                 | 111,2                                                  |
| 2008                                                   | 14.451                                                 | 112,6                                                  |
| 2009                                                   | 14.549                                                 | 113,3                                                  |
| 2010                                                   | 14.569                                                 | 113,5                                                  |
| 2011                                                   | 14.584                                                 | 113,6                                                  |
| 2012                                                   | 14.690                                                 | 114,4                                                  |
| 2013                                                   | 14.762                                                 | 115,0                                                  |
| 2014                                                   | 14.790                                                 | 115,2                                                  |
| 2015                                                   | 14.847                                                 | 115,6                                                  |
| 2016                                                   | 14.758                                                 | 115,0                                                  |
| 2017                                                   | 14.785                                                 | 115,2                                                  |
| 2018                                                   | 14.849                                                 | 115,7                                                  |
| 2019                                                   | 14.958                                                 | 116,5                                                  |
| 2020                                                   | 15.093                                                 | 117,6                                                  |
| 2021                                                   | 15.222                                                 | 118,6                                                  |
| 2022                                                   | 15.274                                                 | 119,0                                                  |
| 2023                                                   | 15.446                                                 | 120,3                                                  |
| 2024                                                   | 15.486                                                 | 120,6                                                  |

## Politiek
Katja Gabriëls (Open Vld/Team Burgemeester) is de huidige burgemeester van Berlare, en Volksvertegenwoordiger . Zij leidt een coalitie bestaande uit Team Burgemeester en N-VA. Samen vormen ze de meerderheid met 15 op 25 zetels.

### Burgemeesters
| Tijdspanne                             | Tijdspanne | Burgemeester                             |
| -------------------------------------- | ---------- | ---------------------------------------- |
|                                        | 1965–1976  | Marcel Leys (PVV)                        |
|                                        | 1977–2006  | Jan-Willy Van Sande (CVP / CD&V)         |
|                                        | 2007–2012  | Karel De Gucht (Open Vld) (titelvoerend) |
| Katja Gabriëls (Open Vld) (waarnemend) | 2007–2012  |                                          |
|                                        | 2013–heden | Katja Gabriëls (Open Vld)                |

### Resultaten gemeenteraadsverkiezingen sinds 1976
| Partij               | Partij                                                          | 10-10-1976 | 10-10-1976 | 10-10-1982 | 10-10-1982 | 9-10-1988 | 9-10-1988 | 9-10-1994 | 9-10-1994 | 8-10-2000 | 8-10-2000 | 8-10-2006 | 8-10-2006 | 14-10-2012 | 14-10-2012 | 14-10-2018 | 14-10-2018 | 13-10-2024 | 13-10-2024 |
| Stemmen / Zetels     | Stemmen / Zetels                                                | %          | 21         | %          | 23         | %         | 23        | %         | 23        | %         | 23        | %         | 23        | %          | 23         | %          | 23         | %          | 25         |
| -------------------- | --------------------------------------------------------------- | ---------- | ---------- | ---------- | ---------- | --------- | --------- | --------- | --------- | --------- | --------- | --------- | --------- | ---------- | ---------- | ---------- | ---------- | ---------- | ---------- |
|                      | CVP1/ CD&V+N-VAA/ CD&V2/ Project9290#CD&V3                      | 50,541     | 12         | 44,211     | 12         | 48,921    | 13        | 55,021    | 13        | 43,611    | 12        | 34,30A    | 8         | 19,772     | 5          | 22,42      | 6          | 24,33      | 7          |
|                      | VU1/ CD&V+N-VAA/ N-VA2                                          | 7,571      | 0          | 10,641     | 2          | 6,871     | 0         | -         |           | -         |           | 34,30A    | 8         | 15,672     | 3          | 10,02      | 2          | 9,92       | 2          |
|                      | VIVANT1/ VLD-VIVANTC                                            | -          |            | -          |            | -         |           | -         |           | 0,931     | 0         | 44,91C    | 12        | -          |            | -          |            | -          |            |
|                      | PVV1/ AndersB/ VLD2/ VLD-VIVANTC/ Open Vld3/ Team Burgemeester4 | -          |            | 23,951     | 6          | 31,951    | 8         | 44,98B    | 10        | 40,022    | 10        | 44,91C    | 12        | 49,183     | 14         | 38,63      | 12         | 42,64      | 13         |
|                      | SP1/ AndersB/ sp.a-spirit-Groen!D/ sp.a2/ sp.a-GroenE/ Vooruit3 | -          |            | 15,91      | 3          | 12,261    | 2         | 44,98B    | 10        | 8,921     | 1         | 10,35D    | 1         | 9,662      | 1          | 7,1E       | 1          | 5,93       | 0          |
|                      | Agalev1/ sp.a-spirit-Groen!D / sp.a-GroenE                      | -          |            | -          |            | -         |           | -         |           | 3,691     | 0         | 10,35D    | 1         | -          |            | 7,1E       | 1          | -          |            |
|                      | Vlaams Belang                                                   | -          |            | -          |            | -         |           | -         |           | -         |           | 10,44     | 2         | 5,73       | 0          | 7,3        | 1          | 9,7        | 2          |
|                      | Gemeentebelangen                                                | -          |            | -          |            | -         |           | -         |           | -         |           | -         |           | -          |            | 7,1        | 1          | 7,5        | 1          |
|                      | Gem Bel76                                                       | 41,89      | 9          | -          |            | -         |           | -         |           | -         |           | -         |           | -          |            | -          |            | -          |            |
| Anderen(*)           | Anderen(*)                                                      | -          |            | 5,3        | 0          | -         |           | -         |           | 2,83      | 0         | -         |           | -          |            | 7,6        | 0          | -          |            |
| Totaal stemmen       | Totaal stemmen                                                  | 8102       | 8102       | 8866       | 8866       | 9304      | 9304      | 9750      | 9750      | 10207     | 10207     | 10826     | 10826     | 10815      | 10815      | 11184      | 11184      | 7583       | 7583       |
| Opkomst %            | Opkomst %                                                       |            |            |            |            | 96,25     | 96,25     | 94,97     | 94,97     | 94,08     | 94,08     | 95,86     | 95,86     | 92,71      | 92,71      | 94,5       | 94,5       | 61,2       | 61,2       |
| Blanco en ongeldig % | Blanco en ongeldig %                                            | 2,62       | 2,62       | 3,52       | 3,52       | 3,64      | 3,64      | 5,17      | 5,17      | 4,13      | 4,13      | 4,36      | 4,36      | 2,61       | 2,61       | 3,3        | 3,3        | 0,5        | 0,5        |

De rode cijfers naast de gegevens duiden aan onder welke naam de partijen telkens bij een verkiezing opkwamen.
De zetels van de gevormde coalitie staan vetjes afgedrukt
(*) 1982: GEMBEL / 2000: BAL / 2018: Stem van 't Volk (4,1%), OBU Vooruit (3,5%)

## Bekende inwoners
- Paul Cammermans (1921-1999), acteur en regisseur
- Guy Van Cauteren (1950-2020), kok en restauranteigenaar
- Tjörven De Brul (1973), voetballer
- Sam De Bruyn (1986), radio- en televisiepresentator
- Fred De Bruyne (1930-1994), wielrenner en sportjournalist
- Karel De Gucht (1954), politicus
- Sean Dhondt (1984), muzikant en presentator
- Lawrence Naesen (1992), wielrenner
- Oliver Naesen (1990), wielrenner
- Yves Van Der Straeten (1971), voetballer en trainer
- Frank Van Laecke (1958), scenarist en regisseur
- Jarno Van Mingeroet (1977), wielrenner

## Trivia
- Bijnamen van de inwoners zijn naar de volgende drie deelgemeenten: puitenkloppers, kantgaarders, heikrekels.[9]

## Nabijgelegen kernen
Zele, Donk, Schoonaarde, Wichelen